# عابر للحدود
يشير مصطلح عابر للحدود (بالإنجليزية: Transnationality)‏ إلى مبدأ العمل على مستوى جغرافي أكبر من مستوى الدول، وذلك لمراعاة مصالح الاتحاد المتجاوز للحدود الوطنية.
السياسات أو البرامج العابرة للحدود ليست مجرد تجميعات للسياسات أو البرامج الوطنية، بل تسعى إلى غمر هذه الأخيرة ضمن مجمل أكبر. ووفقًا إلى ايهوا اونج [الإنجليزية]، فإن المصطلح يختلف عن مصطلح منهج عبر الحدودية، إذ يشير هذا المنهج إلى التفردات الثقافية للعمليات العالمية، متتبعًا تعدد استعمالات وتصورات "الثقافة"، في حين أن "عابر للحدود" هي "شرط الارتباط الثقافي والحركي عبر المسافات".
يمارس مبدأ العابر للحدود من المنظمات مثل الأمم المتحدة والاتحاد الأوروبي. ويتمثل مبدأ تفريع السلطة لدى الاتحاد الأوروبي في أن الإجراءات يجب أن تنفذ على أدنى مستوى حكومي ممكن، وبالتالي يترك الكثير من الحيز للدول الأعضاء الفردية. ومن ثم، تهتم مؤسسات الاتحاد الأوروبي بشكل رئيسي بالسياسات والإجراءات العابرة للحدود.

## مقالات ذات صلة
- منهج عبر الحدودية